# ماريانو كانيبا
ماريانو كانيبا (بالإسبانية: Mariano Andrés Cánepa) هو لاعب كرة يد أرجنتيني يلعب كمحور. مثل منتخب الأرجنتين لكرة اليد. شارك في دورة الألعاب الأولمبية الصيفية سنة 2012.

## سجل المنافسة
شارك في البطولات التالية:
- الألعاب الأولمبية الصيفية 2012

## روابط خارجية
- ماريانو كانيبا على موقع أوليمبيديا (الإنجليزية)